# Восточный (Кыргызстан)
Восточный (кирг. Чыгыш) — (Кош-Булак) посёлок городского типа в Баткенской области Кыргызстана. Поселком управляет городской совет города Сюлюкту.
Поселок находится в гористой местности в сейсмоопасном районе. Посёлку угрожают оползни, селевые потоки и землетрясения.
Связан с ближайшем населенным пунктом Сюлюкта одной дорогой.
Его население составляло 8 611 человек в 2021.

## Примечание
1. 1 2  Численность населения областей, районов, городов,поселков городского типа, айылных аймаков и айылов (сел) Кыргызской Республики (по данным айыл окмоту на начало 2021г.). Дата обращения: 8 декабря 2021. Архивировано 8 марта 2021 года.
2. ↑  Наименование филиалов и отделений связи. Кыргыз почтасы. Дата обращения: 8 декабря 2021. Архивировано 30 августа 2019 года.
3. 1 2  Лист карты J-42-8 Сулюкта. Масштаб: 1 : 100 000. Состояние местности на 1983 год. Издание 1985 г.
4. ↑  Classification system of territorial units of the Kyrgyz Republic (кирг.) 46. National Statistics Committee of the Kyrgyz Republic (май 2021). Дата обращения: 3 декабря 2021. Архивировано 2 марта 2022 года.
5. 1 2  Мониторинг чрезвычайных ситуаций. ru.mes.kg. Дата обращения: 8 декабря 2021. Архивировано 8 марта 2022 года.